# Stanisław Kozicki (polityk)
Stanisław Kozicki herbu Lubicz (ur. 5 kwietnia 1876 w Łępicach, zm. 28 września 1958 w Polanicy-Zdroju) – polski polityk i publicysta ruchu narodowego, współpracownik Romana Dmowskiego, w latach 1923-1924 prezes Zarządu Głównego Związku Ludowo-Narodowego, poseł na Sejm I kadencji i senator III kadencji w II RP z ramienia Związku Ludowo-Narodowego i Stronnictwa Narodowego.

## Działalność polityczna
W 1899 roku wstąpił do Ligi Narodowej, a w 1902 roku przystąpił do SND. W kwietniu 1904 był współorganizatorem unickiej pielgrzymki do Rzymu. Był w grupie przyjętej na audiencji przez papieża Piusa X.
Pomimo intensywnej pracy politycznej, często wyjeżdżał za granicę, w 1904 wyjechał na wakacje do Francji. Zamieszkał w Paryżu, gdzie przebywała także jego przyszła żona Maria Czaykowska (15 sierpnia 1878 – 8 czerwca 1963), malarka z Krakowa. Pobrali się 30 listopada 1907 roku w kościele Świętego Krzyża w Warszawie. Po ślubie Koziccy wyjechali ponownie na dwa lata do Paryża. Był tutaj wolnym słuchaczem Szkoły Nauk Politycznych, gdzie zaznajomił się z problematyką polityki międzynarodowej, która odtąd będzie przedmiotem jego publicystyki, zafascynował się także współczesną myślą narodową francuskiego filozofa, monarchisty i twórcy koncepcji nacjonalizmu integralnego, Charles’a Maurras’a. Od 1910 roku wchodził w skład Komitetu Centralnego Ligi Narodowej i Zarządu Głównego Stronnictwa Demokratyczno-Narodowego. W odpowiedzi na deklarację wodza naczelnego wojsk rosyjskich wielkiego księcia Mikołaja Mikołajewicza Romanowa z 14 sierpnia 1914 roku, podpisał telegram dziękczynny, głoszący m.in., że „krew synów Polski, przelana łącznie z krwią synów Rosyi w walce ze wspólnym wrogiem, stanie się największą rękojmią nowego życia w pokoju i przyjaźni dwóch narodów słowiańskich”. Był członkiem Komitetu Narodowego Polskiego W 1918 roku został członkiem Komitetu Narodowego Polski w Paryżu. Po przyjeździe do Paryża w grudniu 1918 roku został mianowany przez Dmowskiego sekretarzem generalnym delegacji polskiej na konferencję paryską zakończoną podpisaniem traktatu wersalskiego.
W maju 1920 roku powrócił do Polski i zamieszkał w Poznaniu. W 1922 roku został wybrany na posła do Sejmu z listy Związku Ludowo-Narodowego, zostając najpierw członkiem prezydium klubu, potem zaś jego przewodniczącym oraz prezesem Zarządu Głównego ZLN. Według zeznań złożonych przez Mieczysława Bratkowskiego w procesie por. Stanisława Błońskiego (1924) Kozicki był zamieszany w próbę wykorzystania Oddziału II Sztabu Generalnego Wojska Polskiego do inwigilacji Józefa Piłsudskiego i jego otoczenia polityczno-wojskowego w październiku 1923. Gdy 3 lutego 1926 roku objął funkcję ambasadora RP w Rzymie, obóz sanacyjny, na czele z Kazimierzem Świtalskim, dyskredytował nowego ambasadora, imputując mu poparcie dla włoskiego faszyzmu. W wyniku tej kampanii odwołano go z Rzymu 1 grudnia 1926 roku. Do 1925 roku był posłem, a w latach 1928–1935 (przez dwie kadencje) senatorem. Wybrany do Senatu w 1928 roku z listy Związku Ludowo-Narodowego z województwa lubelskiego. Już w końcu lat dwudziestych nie wierzył w możliwość utrzymania pokoju w Europie, był szczególnie krytyczny wobec Ligi Narodów. Jednocześnie pozytywnie wypowiadał się o nazizmie. Tak o nim pisał: „to ruch oparty o najistotniejsze instynkty narodu niemieckiego, ruch odpowiadający momentowi dziejowemu, skupiający w sobie młodzież, która tworzyć będzie przyszłe Niemcy”. Apelował, aby nie zaniedbywać wysiłków w celu przygotowania Polaków do wojny. Po 1935 roku wycofał się z czynnej działalności politycznej.
W chwili wybuchu wojny mieszkał w Warszawie. Podczas okupacji gen. Stefan Rowecki zaproponował Kozickiemu uczestnictwo w komitecie doradczym. Propozycja Grota została przyjęta. Stanisław Kozicki, mając zaufanie do szefa Związku Walki Zbrojnej, popierał tzw. akcję scaleniową wszystkich grup politycznych i wojskowych.

## Publicystyka i praca naukowa
Był redaktorem wielu pism. Kiedy w 1910 roku wrócił z Francji do Warszawy, Roman Dmowski powierzył mu stanowisko redaktora naczelnego „Gazety Warszawskiej”, a w Przeglądzie Narodowym zajmował się sprawami polityki międzynarodowej. Od 1914 do 1918 roku redagował „Gazetę Polską”, w Poznaniu kierował „Kurierem Poznańskim” i „Przeglądem Wszechpolskim”. Od 1924 roku redagował ponownie Gazetę Warszawską.
Gdy wycofał się z polityki, podjął pracę jako tłumacz i pisarz historyczny. Poświęcił się wtedy studiom nad twórczością Mickiewicza, Słowackiego i Krasińskiego, czego owocem stała się praca o polskiej myśli politycznej okresu romantyzmu.
Od 1945 roku współpracował z pismami katolickimi, „Tygodnikiem Powszechnym” i „Kierunkami”. W marcu 1947 roku został członkiem Instytutu Zachodniego w Poznaniu. Napisał jeszcze kilka artykułów, lecz „Tygodnik Powszechny” odmawiał ich publikacji. Później zajął się pisaniem książki Historia Ligi Narodowej. Zajmował się również tłumaczeniem prac naukowych autorów obcych na język polski.

## Po wojnie
Po upadku powstania opuścił Warszawę, mieszkał najpierw w Śmiłowicach koło Proszowic, potem od stycznia 1945 roku w wyzwolonym Krakowie. Kiedy jednak w okresie walki władz z opozycją antykomunistyczną przed referendum w 1946 i pierwszymi wyborami do Sejmu w 1947 roku spostrzegł, że jest inwigilowany przez UB, 20 marca 1947 roku przeniósł się na daleką wówczas prowincję, do Polanicy-Zdroju. Zmarł w 1958 roku w wieku 82 lat; na polanickim cmentarzu spoczywa wspólnie z żoną Marią z Czaykowskich Kozicką. We wrześniu 2000 roku jego sylwetkę zaprezentowano na wystawie Towarzystwa Miłośników Polanicy „Oni byli tu pierwsi”, rok później z inicjatywy TMP odsłonięto tablicę upamiętniającą Stanisława Kozickiego przed domem przy ul. Elsterskiej 6, w którym mieszkał z żoną od marca 1948 roku.

## Odznaczenia
- Wielka Wstęga Orderu Korony (Rumunia)[14]
- Wielka Wstęga Orderu Korony (Włochy)[14]

## Publikacje
- Stanisław Kozicki, Bułgarja współczesna, skł. gł. „Księg. Polska”, Wyd. Klamkowski i Rajski, Warszawa 1917
- Stanisław Kozicki, Sprawa granic Polski na konferencji pokojowej w Paryżu, Wyd. Perzyński, Niklewicz, Warszawa 1921; Wyd. Muzeum Niepodległości, Warszawa 2009.
- Stanisław Kozicki, Cieśla czy sternik: zagadnienie rządu w Polsce, Wyd. Biblioteki Warszawskiej, Tajne Wojskowe Zakłady Wydawnicze W-3, W-9, Warszawa 1942
- Stanisław Kozicki, Naród i wojsko, Wydawnictwo D. I. [Departament Informacji Delegatury Rządu na Kraj], Warszawa 1943
- Stanisław Kozicki, Dziedzictwo polityczne trzech wieszczów, S. Arct, Warszawa 1949.
- Stanisław Kozicki, Historia Ligi Narodowej: (okres 1887–1907), London, „Myśl Polska”, 1964.
- Ignacy Chrzanowski, Stanisław Kozicki, Roman Dmowski: zarys biograficzny, wyd. „Pod Prąd”, Warszawa 1988
- Stanisław Kozicki, Pamiętnik 1876–1939, Oprac. przedm. i przypisy Marian Mroczko; Akademia Pomorska w Słupsku, Słupsk 2009, ISBN 978-83-7467-014-2[15].